# Општина Кардонал (Идалго)
Кардонал (шп. Cardonal) општина је у Мексику у савезној држави Идалго. Општина се налази на надморској висини од 2042 м.

## Становништво
Према подацима из 2010. у општини је живело 18427 становника.

### Хронологија
| Година       | 2000                | 2005                | 2010                |
| ------------ | ------------------- | ------------------- | ------------------- |
| Становништво | 16943 (8184 / 8759) | 15876 (7501 / 8375) | 18427 (8919 / 9508) |

### Попис
| \| \| м \| \| \| ж \| \| 0—2 \| 522 \| \| \| 489 \| \| 3—5 \| 548 \| \| \| 545 \| \| 6—11 \| 1.062 \| \| \| 1.053 \| \| 12—14 \| 612 \| \| \| 569 \| \| 15—17 \| 639 \| \| \| 613 \| \| 18—24 \| 991 \| \| \| 1.233 \| \| 60+ \| 1.002 \| \| \| 1.142 \| \| Просек : \| 29,1 \| \| \| 30,0 \| |       |  |  |       |
| |       |  |  |       |
| | м     |  |  | ж     |
| 0—2 | 522   |  |  | 489   |
| 3—5 | 548   |  |  | 545   |
| 6—11 | 1.062 |  |  | 1.053 |
| 12—14 | 612   |  |  | 569   |
| 15—17 | 639   |  |  | 613   |
| 18—24 | 991   |  |  | 1.233 |
| 60+ | 1.002 |  |  | 1.142 |
| Просек : | 29,1  |  |  | 30,0  |

| #   | Индикатор                                                                                        | Вредност |
| --- | ------------------------------------------------------------------------------------------------ | -------- |
| 1   | Становништво од 0 до 2 године                                                                    | 1011     |
| 2   | Мушко становништво од 0 до 2 године                                                              | 522      |
| 3   | Женско становништво од 0 до 2 године                                                             | 489      |
| 4   | Становништво са 3 и више година                                                                  | 17380    |
| 5   | Мушко становништво са 3 и више година                                                            | 8380     |
| 6   | Женско становништво са 3 и више година                                                           | 9000     |
| 7   | Становништво са 5 и више година                                                                  | 16653    |
| 8   | Мушко становништво са 5 и више година                                                            | 8031     |
| 9   | Женско становништво са 5 и више година                                                           | 8622     |
| 10  | Становништво са 12 и више година                                                                 | 14172    |
| 11  | Мушко становништво са 12 и више година                                                           | 6770     |
| 12  | Женско становништво са 12 и више година                                                          | 7402     |
| 13  | Становништво са 15 и више година                                                                 | 12991    |
| 14  | Мушко становништво са 15 и више година                                                           | 6158     |
| 15  | Женско становништво са 15 и више година                                                          | 6833     |
| 16  | Становништво са 18 и више година                                                                 | 11739    |
| 17  | Мушко становништво са 18 и више година                                                           | 5519     |
| 18  | Женско становништво са 18 и више година                                                          | 6220     |
| 19  | Становништво од 3 до 5 година                                                                    | 1093     |
| 20  | Мушко становништво од 3 до 5 година                                                              | 548      |
| 21  | Женско становништво од 3 до 5 година                                                             | 545      |
| 22  | Становништво од 6 до 11 година                                                                   | 2115     |
| 23  | Мушко становништво од 6 до 11 година                                                             | 1062     |
| 24  | Женско становништво од 6 до 11 година                                                            | 1053     |
| 25  | Становништво од 8 до 14 година                                                                   | 2617     |
| 26  | Мушко становништво од 8 до 14 година                                                             | 1323     |
| 27  | Женско становништво од 8 до 14 година                                                            | 1294     |
| 28  | Становништво од 12 до 14 година                                                                  | 1181     |
| 29  | Мушко становништво од 12 до 14 година                                                            | 612      |
| 30  | Женско становништво од 12 до 14 година                                                           | 569      |
| 31  | Становништво од 15 до 17 година                                                                  | 1252     |
| 32  | Мушко становништво од 15 до 17 година                                                            | 639      |
| 33  | Женско становништво од 15 до 17 година                                                           | 613      |
| 34  | Становништво од 18 до 24 године                                                                  | 2224     |
| 35  | Мушко становништво од 18 до 24 године                                                            | 991      |
| 36  | Женско становништво од 18 до 24 године                                                           | 1233     |
| 37  | Женско становништво од 15 до 49 година                                                           | 4954     |
| 38  | Становништво са 60 и више година                                                                 | 2144     |
| 39  | Мушко становништво са 60 и више година                                                           | 1002     |
| 40  | Женско становништво са 60 и више година                                                          | 1142     |
| 41  | Однос између мушкараца и жена                                                                    | 93.81    |
| 42  | Становништво од нуле до 14 година                                                                | 5400     |
| 43  | Становништво од 15 до 64 године                                                                  | 11460    |
| 44  | Становништво од 65 година и више                                                                 | 1531     |
| 45  | Просечан број деце                                                                               | 2.88     |
| 46  | Становништво рођено у ентитету                                                                   | 16883    |
| 47  | Мушко становништво рођено у ентитету                                                             | 8259     |
| 48  | Женско становништво рођено у ентитету                                                            | 8624     |
| 49  | Становништво рођено у другом ентитету                                                            | 1012     |
| 50  | Мушко становништво рођено у другом ентитету                                                      | 387      |
| 51  | Женско становништво рођено у другом ентитету                                                     | 625      |
| 52  | Становништво од 5 година и више резидентно у ентитету у јуну 2005. године                        | 15458    |
| 53  | Мушко становништво старосног доба од 5 година и више, резидентно у ентитету у јуну 2005. године  | 7234     |
| 54  | Женско становништво старосног доба од 5 и више година, резидентно у ентитету у јуну 2005. године | 8224     |
| 55  | Становништво од 5 година и више које је живело у другом ентитету у јуну 2005. године             | 225      |
| 56  | Мушко становништво старије од 5 година које је живело у другом ентитету у јуну 2005. године      | 99       |
| 57  | Женско становништво старије од 5 година које је живело у другом ентитету у јуну 2005. године     | 126      |
| 58  | Становништво од 3 године и више које говори аутохтони језик                                      | 10388    |
| 59  | Мушко становништво старо 3 године и више које говори аутохтони језик                             | 5185     |
| 60  | Женско становништво старо 3 године и више које говори аутохтони језик                            | 5203     |
| 61  | Становништво од 3 године и више које говори аутохтони језик и не говори шпански језик            | 559      |
| 62  | Мушко становништво старо 3 године и више које говори аутохтони језик и не говори шпански         | 166      |
| 63  | Женско становништво старо 3 године и више које говори аутохтони језик и не говори шпански језик  | 393      |
| 64  | Становништво старо 3 године и више које говори аутохтони језик и шпански                         | 9811     |
| 65  | Мушко становништво старо 3 године и више које говори аутохтони језик и шпански                   | 5011     |
| 66  | Женско становништво старо 3 године и више које говори аутохтони језик и шпански                  | 4800     |
| 67  | Становништво од 5 година и више које говори аутохтони језик                                      | 10263    |
| 68  | Становништво од 5 година и више које говори аутохтони језик и не говори шпански језик            | 556      |
| 69  | Становништво од 5 година и више које говори аутохтони језик и говори шпански језик               | 9691     |
| 70  | Становништво у домородачким домаћинствима                                                        | 15179    |
| 71  | Становништво са ограничењима у активностима                                                      | 1740     |
| 72  | Становништво са ограниченим ходањем или кретањем, горе или доле                                  | 857      |
| 73  | Становници са ограничењима вида, чак и уз кориштење сочива                                       | 692      |
| 74  | Становништво са ограничењима говора, комуникације или конверзације                               | 132      |
| 75  | Становништво са ограниченим слухом                                                               | 311      |
| 76  | Становништво са ограничењима при одевању, купању или јелу                                        | 57       |
| 77  | Становништво са ограничењима у опажању или учењу једноставних ствари                             | 83       |
| 78  | Становништво са менталним ограничењима                                                           | 100      |
| 79  | Становништво без ограничења активности                                                           | 16636    |
| 80  | Становништво од 3 до 5 година које не похађа школу                                               | 408      |
| 81  | Мушко становништво од 3 до 5 година које не похађа школу                                         | 187      |
| 82  | Женско становништво од 3 до 5 година које не похађа школу                                        | 221      |
| 83  | Становништво од 6 до 11 година које не похађа школу                                              | 38       |
| 84  | Мушко становништво од 6 до 11 година које не похађа школу                                        | 13       |
| 85  | Женско становништво од 6 до 11 година које не похађа школу                                       | 25       |
| 86  | Становништво од 12 до 14 година које не похађа школу                                             | 32       |
| 87  | Мушко становништво од 12 до 14 година које не похађа школу                                       | 16       |
| 88  | Женско становништво од 12 до 14 година које не похађа школу                                      | 16       |
| 89  | Становништво од 15 до 17 година похађа школу                                                     | 872      |
| 90  | Мушко становништво од 15 до 17 година похађа школу                                               | 444      |
| 91  | Женско становништво између 15 и 17 година живота у школи                                         | 428      |
| 92  | Становништво од 18 до 24 године похађа школу                                                     | 625      |
| 93  | Мушко становништво од 18 до 24 године похађа школу                                               | 302      |
| 94  | Женско становништво од 18 до 24 године похађа школу                                              | 323      |
| 95  | Становништво од 8 до 14 година које не може да чита и пише                                       | 69       |
| 96  | Мушко становништво старосног доба од 8 до 14 година које не може да чита и пише                  | 32       |
| 97  | Женско становништво старосног доби од 8 до 14 година које не може да чита и пише                 | 37       |
| 98  | Становништво од 15 година и више које је неписмено                                               | 2017     |
| 99  | Мушко становништво од 15 година и више које је неписмено                                         | 644      |
| 100 | Женско становништво од 15 година и више које је неписмено                                        | 1373     |
| 101 | Становништво старо 15 и више година без школовања                                                | 1754     |
| 102 | Мушко становништво старо 15 и више година без школовања                                          | 549      |
| 103 | Женско становништво старо 15 и више година без школовања                                         | 1205     |
| 104 | Становништво старосног доба 15 и више година са непотпуним основним образовањем                  | 1848     |
| 105 | Мушко становништво старосног доба од 15 година и више са непотпуном основним образовањем         | 972      |
| 106 | Женско становништво старосног доба 15 и више година са непотпуном основним образовањем           | 876      |
| 107 | Становништво старо 15 и више година са комплетним основним образовањем                           | 1997     |
| 108 | Мушко становништво старо 15 година и више са комплетним основним образовањем                     | 963      |
| 109 | Женско становништво старо 15 и више година са комплетним основним образовањем                    | 1034     |
| 110 | Становништво старосног доба 15 и више година са непотпуним средњим образовањем                   | 521      |
| 111 | Мушко становништво старосног доба од 15 година и више са непотпуним средњим образовањем          | 279      |
| 112 | Женско становништво старосног доба од 15 година и више са непотпуним средњим образовањем         | 242      |
| 113 | Становништво старо 15 и више година са пуним секундарном образовањем                             | 3852     |
| 114 | Мушко становништво старосног доба од 15 година и више са пуним секундарном образовањем           | 1967     |
| 115 | Женско становништво старосног доба од 15 година и више са пуним секундарном образовањем          | 1885     |
| 116 | Становништво старије од 18 година са постосновним образовањем                                    | 2483     |
| 117 | Мушко становништво старије од 18 година са постосновним образовањем                              | 1186     |
| 118 | Женско становништво старије од 18 година са постосновним образовањем                             | 1297     |
| 119 | Просечна оцена школовања                                                                         | 7.21     |
| 120 | Просечан ниво образовања мушке популације                                                        | 7.54     |
| 121 | Просечан ниво образовања женског становништва                                                    | 6.92     |
| 122 | Економски активно становништво                                                                   | 5728     |
| 123 | Економски активна мушка популација                                                               | 4454     |
| 124 | Економски активна женска популација                                                              | 1274     |
| 125 | Становништво које није економски активно                                                         | 8391     |
| 126 | Мушко становништво које није економски активно                                                   | 2276     |
| 127 | Женско становништво које није економски активно                                                  | 6115     |
| 128 | Запослено становништво                                                                           | 4767     |
| 129 | Запослено мушко становништво                                                                     | 3579     |
| 130 | Запослено женско становништво                                                                    | 1188     |
| 131 | Незапослена популација                                                                           | 961      |
| 132 | Незапослена мушка популација                                                                     | 875      |
| 133 | Незапослена женска популација                                                                    | 86       |
| 134 | Становништво без права на здравствене услуге                                                     | 5272     |
| 135 | Становништво које има право на здравствене услуге                                                | 13116    |
| 136 | Становништво које има право на ИМСС                                                              | 935      |
| 137 | Становништво које има право на социјално осигурање                                               | 1219     |
| 138 | Становништво које има право на државно социјално осигурање                                       | 51       |
| 139 | Становништво које има право на опште осигурање или здравствено осигурање за нову генерацију      | 10866    |
| 140 | Становништво које је било једном или није било у браку током 12 година и више                    | 4924     |
| 141 | Венчано или уједињено становништво од 12 година и више                                           | 7895     |
| 142 | Становништво које је било у браку или уједињено 12 година и више                                 | 1340     |
| 143 | Становништво са католичком религијом                                                             | 14641    |
| 144 | Протестанти, еванђелисти и библијски следбеници различити од еванђелиста                         | 2999     |
| 145 | Становништво са другим религијама различитим од претходних                                       | 6        |
| 146 | Становништво без религије                                                                        | 433      |
| 147 | Укупно пописаних домаћинства                                                                     | 4559     |
| 148 | Пописна домаћинства на челу са мушкарцима                                                        | 3570     |
| 149 | Пописна домаћинства на челу са женама                                                            | 989      |
| 150 | Становништво у пописним домаћинствима                                                            | 18400    |
| 151 | Становништво у пописним домаћинствима на челу са мушкарцима                                      | 15281    |
| 152 | Становништво у пописним домаћинствима на челу са женама                                          | 3119     |
| 153 | Укупно домаћинстава                                                                              | 6014     |
| 154 | Укупно насељених домаћинстава                                                                    | 4568     |
| 155 | Укупно приватних кућа                                                                            | 6005     |
| 156 | Насељени приватни домови                                                                         | 4559     |
| 157 | Укупно насељених приватних кућа                                                                  | 4568     |
| 158 | Ненасељене приватне куће                                                                         | 1258     |
| 159 | Појединачна домаћинства за привремену употребу                                                   | 188      |
| 160 | Становници у насељеним приватним кућама                                                          | 18400    |
| 161 | Насељеност станара у приватним становима                                                         | 4.04     |
| 162 | Просечно становника по соби у приватним насељеним домаћинствима                                  | 1.12     |
| 163 | Појединачна домаћинства са подовима од различитих материјала од земље                            | 3780     |
| 164 | Појединачна домаћинства у приземљу                                                               | 778      |
| 165 | Појединачна домаћинства са једном спаваћом собом                                                 | 1581     |
| 166 | Појединачна домаћинства са две спаваће собе и више                                               | 2977     |
| 167 | Појединачна домаћинства са једним собом                                                          | 140      |
| 168 | Појединачна домаћинства са две собе                                                              | 812      |
| 169 | Појединачна домаћинства са 3 собе и више                                                         | 3603     |
| 170 | Појединачна домаћинства која имају електрично светло                                             | 4363     |
| 171 | Појединачна домаћинства која немају електрично светло                                            | 192      |
| 172 | Појединачна домаћинства која имају водоводну воду у стамбеном простору                           | 3770     |
| 173 | Појединачна домаћинства која немају водоводну воду у стамбеном простору                          | 783      |
| 174 | Појединачна домаћинства која имају тоалет                                                        | 3763     |
| 175 | Појединачна домаћинства која имају канализацију                                                  | 3280     |
| 176 | Појединачна домаћинства која немају канализацију                                                 | 1268     |
| 177 | Појединачна домаћинства која имају електрично светло, довод воде из јавне мреже и канализацију   | 2871     |
| 178 | Појединачна домаћинства без икаквих услова                                                       | 313      |
| 179 | Појединачна домаћинства која имају радио                                                         | 3678     |
| 180 | Појединачна домаћинства која имају телевизор                                                     | 3481     |
| 181 | Појединачна домаћинства која имају фрижидер                                                      | 2715     |
| 182 | Појединачна домаћинства која имају машину за веш                                                 | 1317     |
| 183 | Појединачна домаћинства која имају аутомобил или комби                                           | 1652     |
| 184 | Појединачна домаћинства која имају рачунар                                                       | 411      |
| 185 | Појединачна домаћинства која имају фиксну телефонску линију                                      | 754      |
| 186 | Појединачна домаћинства која имају мобилни телефон                                               | 1416     |
| 187 | Појединачна домаћинства која имају приступ интернету                                             | 37       |